# Coniopteryx (Coniopteryx) insularis
Coniopteryx (Coniopteryx) insularis is een insect uit de familie van de dwerggaasvliegen (Coniopterygidae), die tot de orde netvleugeligen (Neuroptera) behoort. 
Coniopteryx (Coniopteryx) insularis is voor het eerst wetenschappelijk beschreven door Martin Meinander in 1972.